# Пиер Шодерло дьо Лакло
Пиер Амброаз Франсоа Шодерло дьо Лакло (на френски: Pierre Ambroise François Choderlos de Laclos, 18 октомври 1741 – 5 септември 1803) е френски армейски генерал, държавен служител и писател, известен най-вече с епистоларния си роман „Опасни връзки“ (Les Liaisons dangereuses).
Дълго време Шодерло дьо Лакло е смятан за скандален писател като маркиз дьо Сад и Никола-Едм Ретиф. Като военен той не храни илюзии относно човешката същност, а като любител писател целите му са „да напише роман, който е необикновен, който ще вдигне много шум и ще остане на земята дълго след като той си е отишъл.“ Тези цели са постигнати с „Опасни връзки“, който описва любовните интриги на френската аристокрация. Творбата е сред шедьоврите на романистиката от 18 век и е вдъхновила множество критични и аналитични есета, коментари, пиеси и филми.

## Биография
Роден е на 18 октомври 1741 г. в Амиен, Франция в семейството на чиновник дворянин. През 1760 г. постъпва в артилерийско училище (École royale d'artillerie de La Fère, предшественик на Политехническото училище). Като млад лейтенант служи в гарнизона в Ла Рошел, до края на Седемгодишната война през 1763 г. По-късно е изпратен в Страсбург (1765 – 1769 г.), Гренобъл (1769 – 1775 г.) и Безансон (1775 – 1776 г.).
Независимо че е повишен в чин капитан през 1771 г., Шодерло дьо Лакло се отегчава от задълженията си в артилерийския гарнизон и военния живот като цяло и посвещава свободното си време на писане. Първите му произведения – няколко леки поеми, са публикувани в Алманаха на музите (Almanach des Muses). По-късно пише и оперетата „Ернестина“, вдъхновен от романа на Мари Жан Рикобони. Премиерата на операта на 19 юли 1777 г. е провал, независимо от присъствието на Мария-Антоанета. През същата година създава артилерийско училище във Валанс, чийто възпитаник е и Наполеон Бонапарт.
След завръщането си в Безансон пред 1778 г. Шодерло дьо Лакло е повишен в чин втори капитан от Инженерните войски. В този период пише няколко творби, в които засвидетелства възхищението си от идеите на Жан-Жак Русо. Повлиян е и от творбите на Самюел Ричардсън.
През 1779 г. е изпратен в Ил д`Екс като помощник на маркиз Марк-Рене де Монталамбер, който ръководи построяването на защитен гарнизон срещу британците. По-голямата част от времето Шодерло дьо Лакло прекарва в писане на новата си творба, епистоларния роман „Опасни връзки“, и на „Писмо до госпожа Монталамбер“. „Опасни връзки“ е публикуван в четири тома от Дюран Невю на 23 март 1782 г. и жъне огромен успех. Шодерло дьо Лакло е извикан обратно в гарнизона в Бретания, а през 1883 г. е изпратен повторно в Ла Рошел да помага в построяването на ново оръжейно депо. Тук Лакло среща 18-години по-младата дъщеря на военния чиновник Соланж – Мари-Суланж Дюперѐ. В резултат на тази връзка Мари ражда извънбрачно дете. След три години (1786 г.) Лакло се жени за майката на сина си. На следващата година се захваща с проект за уличната номерация в Париж.

## Френската революция
През 1788 г. Шодерло дьо Лакло напуска армията и постъпва при Луи-Филип, херцог на Орлеан (известен по време на революцията като Филип Егалите), за когото работи като дипломат след избухването на Френската революция. През 1791 година става член на Якобинския клуб и след неудачния опит за бягство на крал Людовик XVI агитира за неговото сваляне и екзекуция и за регентство на Орлеанския херцог. Редактор е на якобинския „Журнал на дружеството на приятелите на конституцията“ (на френски: Journal des Sociétés des amis de la constitution). Когато херцогът е арестуван след дезертирането на генерал Дюмурие през април 1793 г., дьо Лакло също е арестуван като „орлеанист“ и освободен едва след Термидорианския преврат.
Той напуска службата при херцога и става комисар в Министерството на войната. Преустройството, което прави там, допринася за победата на Революционната армия в Битката при Валми. За известно време след това се занимава с балистични изследвания, които водят до откриването на артилерийския снаряд. През 1795 г. молбата му да постъпи отново в армията е отхвърлена. Опитите му да намери дипломатическа работа и да основе банка също пропадат. Тогава Шодерло дьо Лакло среща младия генерал и провъзгласен за Първи консул Наполеон Бонапарт. На 16 януари 1800 г. дьо Лакло е възстановен на служба в чин „бригаден генерал“ в Рейнската армия и участва в Биберахската битка.
По време на империята на Бонапарт е инспектор на френската армия в Южна Италия. Малко след като е произведен в главнокомандващ на Запасната армия в Италия (1803), Шодерло дьо Лакло умира внезапно в бившия манастир „Св. Франциск от Асизи“ в Таранто, Италия, вероятно от дизентерия и малария. Погребан е в укреплението, което и до днес носи неговото име (Форт дьо Лакло) в Изола ди Сан Паоло, в близост до града, построен по негови указания. След възстановяването на Бурбоните гробницата му е разрушена; смята се, че тленните му останки са хвърлени в морето.

## Изобретения
Освен литературната си дейност Шодерло дьо Лакло е и талантлив артилерист-изобретател. През септември 1792 г. организира масово производство на кухи експлодиращи снаряди от нов тип, което спомага за победата на революционната армия в Битката при Валми. „Канонадата при Валми“ полага основите на лидерството на френската артилерия в Европа. Тези снаряди стават първообраз на съвременните артиллерийски снаряди. През септември 1802 г. той представя доклад за изобретен от него нов модел на лафет.
Освен това предлага система за номерация на къщите по улиците на Париж, близка до съвременната: четните от едната страна, а нечетните от другата, за разлика от хабсбургската система, при която номерата на къщите се дават според времето на построяване. Своя проект за номерация на къщите по улиците той подава в Journal de Paris на 17 юни 1787 г.

### „Опасни връзки“
По време на пребиваването си в Гренобъл (1769 – 1775 г.) Дьо Лакло наблюдава живота и нравите на местните аристократи и разговаря с дамите от гренобълския елит, от чиито тайни и признания черпи идеи за най-значимия си роман „Опасни връзки“.
За първи път епистоларният роман е издаден през март 1782 г. в Париж. Отпечатването му е съпроводено с необикновен успех, но и с огромен скандал. Успехът се обяснява от изключителните достойнства на самата книга и от големия интерес към нея (продадени са над 1000 екземпляра само за един месец). Впоследствие е назован „световен шедьовър“, а скандалът възниква от това, че критиците и общественото мнение смятат произведението за неприлично, граничещо с порнография. Лакло е отхвърлен от парижкия елит и е обвинен в разпуснатост и недопустими любовни пороци.